# Louis Paul Baille
Louis Paul Baille, barón de Saint-Pol y del Imperio, a menudo llamado Baille de Saint-Pol (Brignoles, Var, 1 de julio de 1768 - París, 2 de octubre de 1821) fue un general francés de la Revolución y del Imperio.

## Biografía

### De cirujano a coronel de Infantería
Estudió primero nociones de cirugía, antes de entrar en el Ejército con 23 años, el 14 de septiembre de 1791, como teniente en el 3.º  de voluntarios de Var durante la formación de este cuerpo. Sirvió en un primer momento al ejército de Alpes después a aquella de Italia de 1791 a 1797. Ascendido a Adjunto al general el 21 de marzo de 1795, fue nombrado capitán al 16 de octubre siguiente. Embarcado con el ejército de Oriente para la campaña de Egipto de 1798 a 1801, fue herido en la nariz y en la pierna durante el Asedio de Acre el 15 de marzo de 1799. Obtiene poco después del grade de jefe de bataillon sobre el campo de batalla de Aboukir, el 1 de agosto del mismo año. Después de su regreso a Francia en 1801, participa en las campañas napoleónicas y obtiene los galones de mayor del 51.º de línea lo 22 de diciembre de 1803. El 27 de diciembre de 1805, después de la batalla de Austerlitz donde se ha distinguido, resulta coronel del mismo régiment. Se distingue durante la batalla de Auerstaedt, al seno de la brigada Debilly que pertenece a la división Morand. Baille toma igualmente marcha a la campaña en Polonia en el 3.º  del maréchal Davout. Está herido de un golpe de fuego a mano izquierdo durante la batalla de Golymin el 26 de diciembre de 1806. Restablecido, combate a Eylau el 7 de febrero de 1807, a los lados de la división Friant. A la salida de esta jornada, el coronel Baille lamenta al seno de su régiment 500 hombres matados, heridos o prisioneros.

### General del Imperio
Barón de Santo-Pol y del Imperio el 7 de junio de 1808, sirve en España de 1808 a 1813. En este intervalo, es promu general de brigada lo 6 de agosto de 1811. Empleado al estado-major del ejército del Mediodía, se distingue todavía en numerosos compromisos : participa así, con la #6.º , a la batalla de Bidasoa el 7 de octubre de 1813 y es herido nuevamente durante el combate de Saint-Pierre-de Irube el 13 de diciembre. Se ilustra todavía durante la batalla de Orthez el 27 de febrero de 1814 y a Toulouse el 10 de abril. A la Primera Restauración, el general Baille de Santo-Pol se ve confiar un mando en la #9.º  militar, departamento de Lozère. Louis XVIII el hecho indigne chevalier de Saint-Louis el 30 de agosto de 1814 después commandeur de la Legión de Honor lo 17 de enero de 1815.
Es a la disposición del duque de Angulema cuando reúne Napoleón de regreso de la isla de Elba. El Emperador lo emplea entonces al ejército del Norte antes de confiarle el mando de Montmartre el 15 de junio de 1815. Puesto en no-actividad lo 1.º agosto 1815 por la Segunda Restauración, está puesto en mitad saldo de no actividad, conforme al artículo 36 de la ley del 25 de marzo de 1817, después puesto en disponibilidad de 1819 a 1821. El general Baille de Santo-Pol muere en París el 2 de octubre de 1821, a la edad de 53 años.

## Condecoraciones
- Legión de Honor
  - Mandando de la Legión de Honor lo 17 de enero de 1815
- Orden real y militar de Saint-Louis
  - Chevalier de Saint-Louis el 30 de agosto de 1814

## Títulos
- Barón de Saint-Pol y del Imperio el 7 de junio de 1808.